# 元西域人华化考
《元西域人华化考》，陈垣著。1922年下半年开始撰写，1924年初成稿，1934年励耘书屋刊行。全书分八卷，引用史籍200多种，详细阐述元代百年间西域色目人来华后吸收并传播汉文化的状况。该书开研究华化西域之先。